# Ella Warkentin

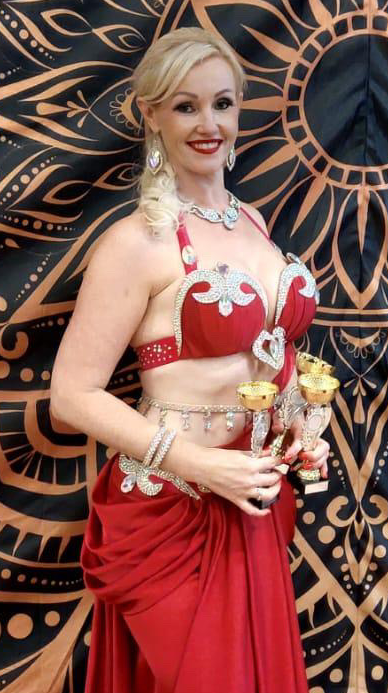
Ella Warkentin als dreifache Vizemeisterin beim TAF Deutsche Meisterschaft Orientalischer Tanz 2023.

Ella Warkentin (geb. 1978/1979 in der Kasachischen SSR) ist eine deutsche Meisterin in Orientalischem Tanz.

## Leben
Ella Warkentin wurde in der Kasachischen Sozialistischen Sowjetrepublik geboren und wuchs auf dem Land auf. 1992 kam sie als russlanddeutsche Spätaussiedlerin mit ihren Eltern nach Deutschland. Sie ist hauptberufliche pharmazeutisch-technische Assistentin. Warkentin ist verheiratet und hat zwei Kinder.

## Orientalischer Tanz
Warkentins Interesse am Orientalischen Tanz begann 2006/2007 im Alter von 28 Jahren nach der Geburt ihres zweiten Kindes, als sie 2009 auf einer Hochzeit einen Auftritt einer Bauchtänzerin erlebte. In der Folge begann sie Tanzkurse und Workshops zu besuchen und machte sich 2012/13 als Tanzpädagogin für Orientalischen Tanz nebenberuflich selbstständig. Warkentin beschreibt ihre Leidenschaft für Orientalischen Tanz als eine Welt von Märchenhaftigkeit, Exotik, Schönheit, Eleganz und Weiblichkeit.
Ihren ersten großen Wettbewerbserfolg hatte sie 2020 in Moskau.
2023 wurde sie bei der TAF Deutsche Meisterschaft Orientalischer Tanz in der Altersgruppe Erwachsene 2 deutsche Vizemeisterin in den Kategorien Show/Fantasie, Folklore und Klassisch. 2024 wurde sie deutsche Meisterin in der Kategorie Show/Fantasie.

## Auszeichnungen
- 2023: dreifache deutsche Vize-Meisterin in den Kategorien Show/Fantasie, Folklore und Klassisch bei der TAF Deutsche Meisterschaft Orientalischer Tanz 2023, Altersgruppe Erwachsene 2.
- 2024: deutsche Meisterin in der Kategorie Show/Fantasie bei der TAF Deutsche Meisterschaft Orientalischer Tanz 2024, Altersgruppe Erwachsene 2.[7]